# Надкраева гънка
Надкраевата гънка (Gyrus supramarginalis) е част от теменния дял. Тази зона на мозъка е също известна като 40-а зона на Бродман според универсално използваната класификация на мозъка създадена от Корбиниан Бродман, за да се определят структурите в мозъчната кора. Вероятно е свързана с възприемането и обработката на езика, а лезии в нея предизвикват Афазия на Вернике.

## Изображения
- Позиция на надкраевата гънка (показана в червено).
- Гънките на страничната повърхност на лявата мозъчна хемисфера Надкраевата гънка е показана в зелено.
- Гънки в десния теменен дял. Надкраевата гънка е отбелязана с *.
- Мозък. Страничен изглед. Дълбока дисекция.
- Мозък. Страничен изглед. Дълбока дисекция.
- Мозък. Страничен изглед. Дълбока дисекция.

## По-важни функции
Надкраевата гънка е част от соматосензорната асоциативна кора, която интерпретира данните от тактилните усещания и е свързана с възприемането на пространството и разположението на крайниците. Също така е свързана с разпознаването на позата и жестовете на други хора и така е част от системата на огледалните неврони.
Надкраевата гънка в дясната хемисфера има централна роля при контролирането на проявата на емпатия към другите хора. Когато тази структура не работи адекватно или когато правим бързи оценки нашата емпатия сериозно се ограничава. Изследване показва, че разрушаването на невроните в дясната надкраева гънка карат човек да проектира собствените си емоции върху другите, инхибирайки собствената си способност да бъде емпатичен. В допълнение към това разрушаването ги прави по-егоцентрични, главно поради това, че не могат да възприемат емоциите на тези около тях. И лявата и дясната надкраева гънка на здрави, десноръки индивиди са активни, когато се прави фонологичен избор на думи. Индивиди, които имат лезии в лявата хемисфера имат повече трудности, отколокото тези с лезии в дясната хемисфера, подсилвайки доминацията на лявата хемисфера в езика.

## Отношения с обкръжаващите структури
Надкраевата гънка е разположена пред ъгловата гънка като така тези две структури (които съставят долна париетална лобула) формират мултимодален комплекс, който получава соматосензорни, визуални и слухови данни от мозъка. Макар надкраевата гънка да не се смята за важна част от езиковия кръг, все пак тя участва заедно с ъгловата гънка в опита да се свържат думите със значения. Тя е свързана каудално със страничната (Силвиева) бразда, една от най-видните структури, открити в мозъка.